# Zsigmondy (cràter)

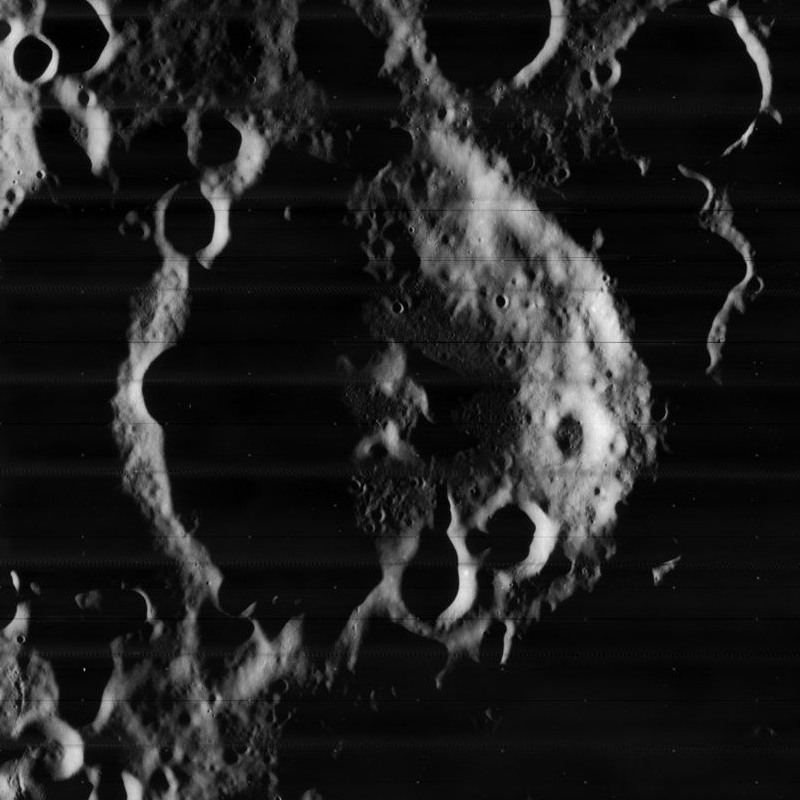
Imatge de la missió Lunar Orbiter 5

Zsigmondy és un cràter d'impacte situat més enllà del terminador nord-oest, en la cara oculta de la Lluna. Unit al bord sud-est es troba el cràter Omar Khayyam, que es troba dins de Poczobutt, molt més gran. Més a l'est, en el bord nord de Poczobutt, apareix Smoluchowski.

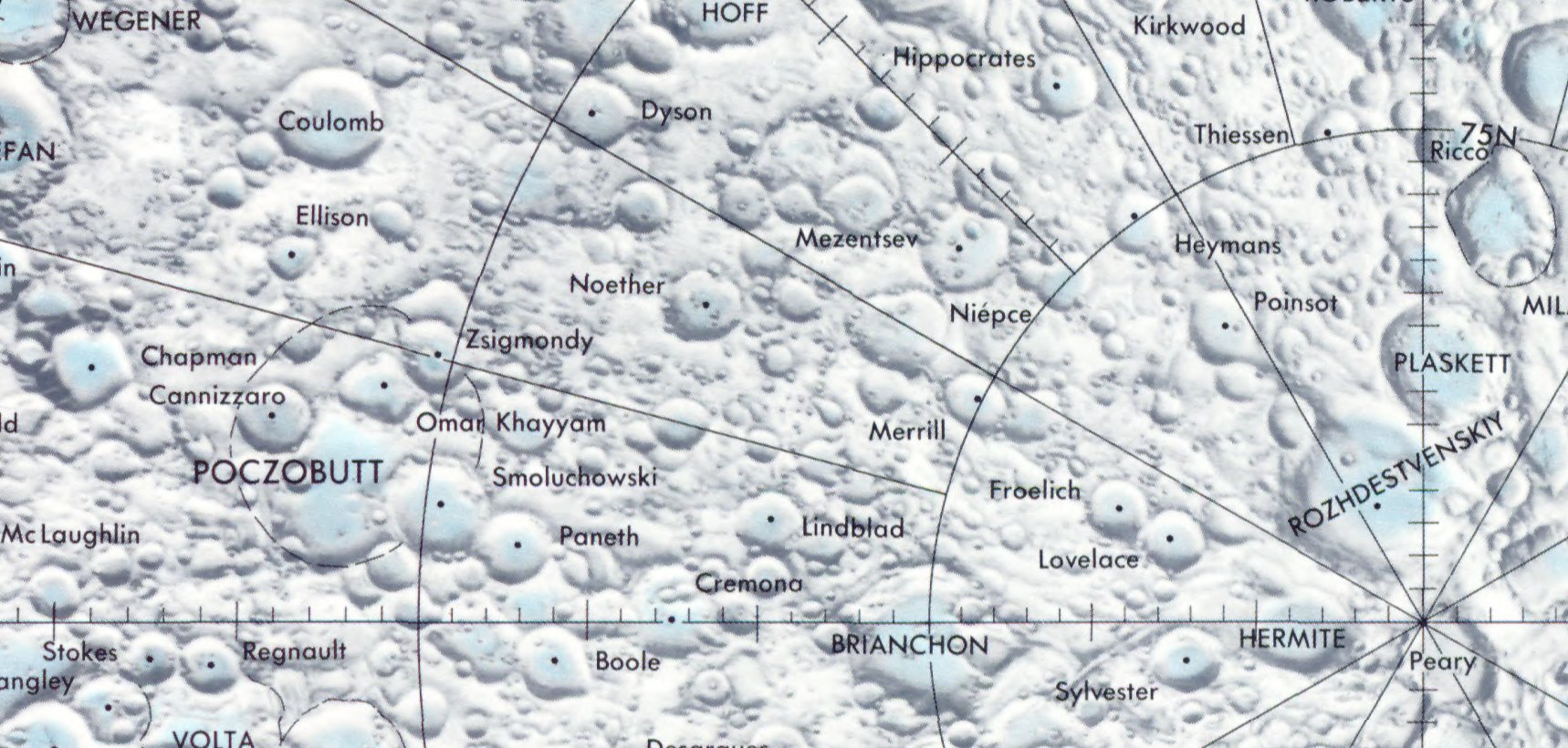
Localització de Zsigmondy (centre de la meitat esquerra de la imatge)

La vora de Zsigmondy està erosionada i distorsionada, amb un contorn un poc poligonal. Se superposa a una formació de cràter de grandària comparable, Zsigmondy S, en la vora occidental. Un parell de petits cràters es troben sobre la baixa vora de l'oest, i una altra parella d'impactes jeu sobre la paret interior sud-est. A l'interior, el sòl és relativament pla en la meitat occidental, amb una baixa elevació central prop del punt mitjà.

## Cràters satèl·lit
Per convenció aquests elements són identificats en els mapes lunars posant la lletra en el costat del punt mitjà del cràter que està més proper a Zsigmondy.
|           | \| Zsigmondy \| Coordenades \| Diàmetre \| \| --------- \| -------------------------------------- \| -------- \| \| A \| 62° 48′ N, 102° 36′ O / 62.8°N,102.6°O \| 63 km \| \| S \| 59° 42′ N, 106° 42′ O / 59.7°N,106.7°O \| 64 km \| \| Z \| 62° 06′ N, 104° 54′ O / 62.1°N,104.9°O \| 23 km \| |          |
| Zsigmondy | Coordenades | Diàmetre |
| A         | 62° 48′ N, 102° 36′ O / 62.8°N,102.6°O | 63 km    |
| S         | 59° 42′ N, 106° 42′ O / 59.7°N,106.7°O | 64 km    |
| Z         | 62° 06′ N, 104° 54′ O / 62.1°N,104.9°O | 23 km    |